# 논산천안고속도로
논산천안고속도로(論山天安高速道路, 고속국도 제25호선의 일부)는 충청남도 논산시를 기점으로, 천안시를 종점으로 하여 남북으로 잇는 대한민국의 고속도로이다. 운영 기업의 명칭을 따라 개통 이전 명칭인 천안논산고속도로(天安論山高速道路)로 부르기도 한다.
논산 쪽에서는 호남고속도로, 호남고속도로지선과, 천안 쪽에서는 경부고속도로와 연결된다. 민간투자고속도로로 운영은 민자 사업자인 천안논산고속도로주식회사가 맡고 있다.

## 역사
- 1996년 7월 1일 : 충청남도 천안시 목천면 ~ 논산시 연무읍 구간을 고속국도 제21호선 천안논산고속도로로 지정[1]
- 1997년 8월 1일 : 2002년 12월까지 천안 ~ 정안 구간 신설을 위해 충청남도 천안시 목천면 웅원리 ~ 광덕면 원덕리 14.07km 구간, 충청남도 공주시 정안면 사현리 ~ 내촌리 3.03km 구간 도로구역 결정[2]
- 1997년 12월 4일 : 천안 ~ 논산고속도로 민자유치사업 실시계획 고시[3]
- 1997년 12월 29일 : 2002년 12월까지 정안 ~ 논산 구간 신설을 위해 충청남도 공주시 정안면 내촌리 ~ 논산시 연무읍 고내리 60.8km 구간 도로구역 결정[4]
- 1997년 12월 26일 : 전 구간 착공
- 1998년 6월 27일 : 2002년 12월까지 공주 ~ 인풍 구간 신설을 위해 충청남도 공주시 광덕면 원덕리 ~ 정안면 인풍리 3.5km 구간 도로구역 결정[5]
- 1999년 8월 9일 : 2002년 12월까지 천안 분기점, 남천안 나들목, 정안 나들목 개량, 천안시 광덕면 일대 종단면 변경, 신무교 연장 조정으로 인해 충청남도 천안시 목천면 응원리 ~ 공주시 정안면 내촌리 20.6km 구간 도로구역 변경[6]
- 2000년 1월 18일 : 2002년 12월까지 정안휴게소, 탄천휴게소 설치를 위해 충청남도 공주시 정안면 내촌리 ~ 논산시 연무읍 고내리 60.8km 구간 도로구역 변경[7]
- 2001년 4월 2일 : 2002년 12월까지 천안 요금소 건설을 위해 충청남도 천안시 풍세면 미죽리 1.2km 구간, 논산 요금소 건설을 위해 충청남도 논산시 연무읍 마전리 800m 구간 도로구역 결정, 국도 제40호선 선형 변경으로 인해 공주 나들목 접속부 선형 조정을 위해 충청남도 공주시 봉정동 500m 구간 도로구역 변경[8]
- 2001년 7월 16일 : 2002년 12월까지 탄천휴게소 (논산방향) 설치를 위해 충청남도 공주시 탄천면 광명리 ~ 장선리 1.18km 구간 도로구역 변경[9]
- 2001년 8월 25일 : 기점과 종점을 각각 천안 → 논산에서 논산 → 천안으로 변경, 노선 번호와 노선명을 고속국도 제25호선 논산천안고속도로로 변경.[10]
- 2002년 7월 27일 : 2002년 12월까지 국가지원지방도 제68호선 확장 및 나들목 연결 램프 선형 조정을 위해 충청남도 논산시 연무읍 신화리 1.21km 구간 도로구역 변경[11]
- 2002년 12월 23일 : 전 구간 개통[12]
- 2004년 11월 10일 : 전 구간 제한속도를 최고 110km/h, 최저 60km/h 로 지정[13]
- 2007년 11월 8일 : 전 구간 제한속도를 최고 110km/h, 최저 60km/h 로 지정[14]
- 2009년 5월 28일 : 하이패스 차로 개통과 더불어 풍세 요금소와 남논산 요금소가 양방향 요금소로 변경, 공주 분기점과 북공주 분기점 개통
- 2010년 9월 1일 : 전 구간 제한속도를 최고 110km/h, 최저 50km/h 로 지정[15]
- 2014년 7월 29일 : 남풍세 나들목 개통[16][17]
- 2015년 3월 27일 : 국토교통부고시로 기점을 '충청남도 논산시 연무읍 고내리', 종점을 '충청남도 천안시 동남구 목천읍 응원리'로 명시[18]
- 2016년 8월 8일 : 정안휴게소를 정안알밤휴게소로 명칭 변경[19][20]
- 2016년 9월 1일 : 전 구간 제한속도를 최고 110km/h, 최저 50km/h 로 지정[21]
- 2016년 11월 11일 : 원톨링 시스템 도입으로 풍세 요금소와 남논산 요금소 철거
- 2019년 12월 23일 : 고속도로 통행료를 다음과 같이 인하[22]

| 구분 | 대상 차량                                                                   | 이전 통행료 | 변경 통행료 |
| ---- | --------------------------------------------------------------------------- | ----------- | ----------- |
| 1종  | 2축 차량, 윤폭 279.4mm 이하 (승용차, 소형승합차, 소형화물차)                | 9,400원     | 4,900원     |
| 2종  | 2축 차량, 윤폭 279.4mm 초과, 윤거 1,800mm 이하 (중형승합차, 중형화물차)     | 9,600원     | 5,000원     |
| 3종  | 2축 차량, 윤폭 279.4mm 초과, 윤거 1,800mm 초과 (대형승합차, 2축 대형화물차) | 10,000원    | 5,200원     |
| 4종  | 3축 대형화물차                                                              | 13,400원    | 6,600원     |
| 5종  | 4축 이상 특수화물차                                                         | 15,800원    | 7,600원     |

- 2023년 2월 10일: 고시상으로 호남고속도로와 통합[23][24]

## 구성
차로수
- 전 구간 왕복 4차로

총 연장
- 82.04km

제한속도
- 전 구간 최고 110km/h, 최저 50km/h

구간 과속단속
- 천안방향: 인풍교 ~ 차령터널 ~ 무학천교 6.6km
- 논산방향: 서논산 나들목 ~ 연무 나들목 6.9km[25]

### 터널
| 터널 이름 | 소재지                        | 길이   | 준공 년도 | 비고      |
| --------- | ----------------------------- | ------ | --------- | --------- |
| 정우터널  | 충청남도 공주시 우성면 동곡리 | 538m   | 2002년    | 천안 방면 |
| 정우터널  | 충청남도 공주시 우성면 동곡리 | 530m   | 2002년    | 논산 방면 |
| 차령터널  | 충청남도 공주시 정안면 인풍리 | 2,420m | 2002년    |           |

## 호남고속도로와의 관계
건설 당시에는 고속도로 번호 부여 방식이 개설 순서대로 부여하였기 때문에 호남고속도로와 다른 별개의 노선으로 번호가 부여되었으나 2001년 고속국도 노선 지정령 전부개정으로 축 개념의 번호 부여방식을 취하게 되면서 호남고속도로와 같이 고속국도 제25호선으로 지정되었다. 두 고속도로는 2023년 2월 10일 고시상으로만 통합되었다.

## 나들목 · 분기점
- 여기서 숫자는 진출입교차점 (IC 및 JC) 번호를 말하고, TG는 요금소(Tollgate), SA는 휴게소(Service Area)를 뜻한다.
- 거리의 단위는 km이다.

| 번호                                                                               | 이름                                                                               | 로마자 이름                                                                        | 구간 거리                                                                          | 누적 거리                                                                          | 접속 노선                                                                          | 소재지                                                                             | 소재지                                                                             | 비고                                                                                              |
| 28번 이전은 호남고속도로 참고 25호선 호남고속도로 및 251호선 호남고속도로지선 분기 | 28번 이전은 호남고속도로 참고 25호선 호남고속도로 및 251호선 호남고속도로지선 분기 | 28번 이전은 호남고속도로 참고 25호선 호남고속도로 및 251호선 호남고속도로지선 분기 | 28번 이전은 호남고속도로 참고 25호선 호남고속도로 및 251호선 호남고속도로지선 분기 | 28번 이전은 호남고속도로 참고 25호선 호남고속도로 및 251호선 호남고속도로지선 분기 | 28번 이전은 호남고속도로 참고 25호선 호남고속도로 및 251호선 호남고속도로지선 분기 | 28번 이전은 호남고속도로 참고 25호선 호남고속도로 및 251호선 호남고속도로지선 분기 | 28번 이전은 호남고속도로 참고 25호선 호남고속도로 및 251호선 호남고속도로지선 분기 | 28번 이전은 호남고속도로 참고 25호선 호남고속도로 및 251호선 호남고속도로지선 분기                |
| ---------------------------------------------------------------------------------- | ---------------------------------------------------------------------------------- | ---------------------------------------------------------------------------------- | ---------------------------------------------------------------------------------- | ---------------------------------------------------------------------------------- | ---------------------------------------------------------------------------------- | ---------------------------------------------------------------------------------- | ---------------------------------------------------------------------------------- | ------------------------------------------------------------------------------------------------- |
| 29                                                                                 | 논산 분기점                                                                        | Nonsan JC                                                                          | 194.2                                                                              | 194.2                                                                              | 25호선 호남고속도로 251호선 호남고속도로지선                                       | 충청남도                                                                           | 논산시                                                                             |                                                                                                   |
| 30                                                                                 | 연무                                                                               | Yeonmu                                                                             | 8.4                                                                                | 202.6                                                                              | 국가지원지방도 제68호선 (동안로)                                                   | 충청남도                                                                           | 논산시                                                                             | 요금소 명칭은 연무강경 요금소이다.                                                                |
| 31                                                                                 | 서논산                                                                             | West Nonsan                                                                        | 8.4                                                                                | 211.0                                                                              | 국도 제4호선 (대백제로) 국도 제23호선 (득안대로)                                   | 충청남도                                                                           | 논산시                                                                             |                                                                                                   |
| 32                                                                                 | 탄천                                                                               | Tancheon                                                                           | 8.6                                                                                | 219.6                                                                              | 지방도 제643호선 (장마루로) 지방도 제645호선 (장마루로·만마름길)                   | 충청남도                                                                           | 공주시                                                                             |                                                                                                   |
| SA                                                                                 | 탄천휴게소                                                                         | Tancheon SA                                                                        |                                                                                    |                                                                                    |                                                                                    | 충청남도                                                                           | 공주시                                                                             | 논산방향                                                                                          |
| SA                                                                                 | 이인휴게소                                                                         | Iin SA                                                                             |                                                                                    |                                                                                    |                                                                                    | 충청남도                                                                           | 공주시                                                                             | 천안방향                                                                                          |
| 33                                                                                 | 남공주                                                                             | South Gongju                                                                       | 14.2                                                                               | 233.8                                                                              | 백제문화로(국도 제40호선, 국가지원지방도 제96호선)                                 | 충청남도                                                                           | 공주시                                                                             |                                                                                                   |
| 34                                                                                 | 공주 분기점                                                                        | Gongju JC                                                                          | 7.2                                                                                | 241.0                                                                              | 30호선 서산영덕고속도로 (151호선 서천공주고속도로)                                 | 충청남도                                                                           | 공주시                                                                             | 논산방향의 경우 서산영덕고속도로(영덕방향) 진출 불가능 당진방향 진출시 서천공주고속도로 간접 연결 |
| 34-1                                                                               | 북공주 분기점                                                                      | N.Gongju JC                                                                        | 2.4                                                                                | 243.4                                                                              | 30호선 서산영덕고속도로                                                            | 충청남도                                                                           | 공주시                                                                             | 공주 나들목과 연계 천안방향의 경우 서산영덕고속도로(영덕방향), 공주 나들목 진출 불가능            |
| SA                                                                                 | 정안알밤휴게소                                                                     | Jeongan Albam SA                                                                   |                                                                                    |                                                                                    |                                                                                    | 충청남도                                                                           | 공주시                                                                             | 양방향 호남권 고속버스 환승 가능                                                                  |
| 35                                                                                 | 정안                                                                               | Jeongan                                                                            | 13.6                                                                               | 257.0                                                                              | 국도 제23호선 (차령로) 국도 제43호선 (정안세종로·차령로)                           | 충청남도                                                                           | 공주시                                                                             |                                                                                                   |
| 35-1                                                                               | 남풍세                                                                             | S.Pungse                                                                           | 12.2                                                                               | 269.2                                                                              | 국도 제1호선 (세종로) 국도 제23호선 (세종로) 국도 제43호선 (세종평택로)            | 충청남도                                                                           | 천안시                                                                             |                                                                                                   |
| 36                                                                                 | 남천안                                                                             | S.Cheonan                                                                          | 4.0                                                                                | 273.2                                                                              | 국도 제1호선 (세종로·천안대로) 국도 제23호선 (세종로·천안대로)                     | 충청남도                                                                           | 천안시                                                                             |                                                                                                   |
| 37                                                                                 | 천안 분기점                                                                        | Cheonan JC                                                                         | 2.8                                                                                | 276.0                                                                              | 1호선 경부고속도로 32호선 당진청주고속도로                                         | 충청남도                                                                           | 천안시                                                                             |                                                                                                   |
| 1호선 경부고속도로 분기                                                            |                                                                                    |                                                                                    |                                                                                    |                                                                                    |                                                                                    |                                                                                    |                                                                                    |                                                                                                   |

## 주요 통과지
충청남도
- 논산시 (연무읍 - 채운면 - 성동면 - 광석면) - 공주시 (탄천면 - 이인면 - 태봉동 - 검상동 - 봉정동 - 검상동 - 봉정동 - 우성면 - 월미동 - 우성면 - 의당면 - 정안면) - 천안시 동남구 (광덕면 - 풍세면 - 목천읍)

## 사건 및 사고
- 2004년 2월 27일 오전 7시 40분 경 논산시 성동면 하행선 논산 방향 남논산 요금소 부근에서 30중 연쇄 추돌사고가 일어나 차량 7대 전소, 2명 사망, 37명 부상 당하는 사고가 발생하였다.[28][29]
- 2011년 12월 24일 오전 10시 10분 경 논산 방향 연무 나들목 인근에서 100중 연쇄 추돌사고가 일어나 34명 부상 당하는 사고가 발생하였다.[30][31] 사고의 원인은 야간에 내린 눈과 새벽에 발생한 짙은 안개이다.[32] 이 사건 이후 이 민간투자고속도로 관리회사인 천안논산고속도로주식회사는 국토해양부 (현재의 국토교통부)로부터 대형 사고 발생 원인의 책임을 물어 대한민국 민간투자고속도로 회사 사상 처음으로 정부로부터 처벌 및 징계 조치를 받았다. 이 대형 사건을 계기로 이 노선의 관리회사인 천안논산고속도로주식회사는 50억원을 들여 시설물을 보완하겠다는 계획을 국토해양부에 제출하였으며 이 계획에는 교통정보와 교통상황을 실시간으로 알려주는 도로전광표지 (VMS), 사고위험 표지, 안개 표지 증설 방안, 긴급 상황에서 나들목 / 인터체인지 (IC) 차단 등을 포함한 위기 대응 매뉴얼도 새로 만들었다.[33]

## 같이 보기
- 천안논산고속도로 (기업)
- 풍세 요금소
- 남논산 요금소
- 고속국도 제25호선